# Сутеска Светог Оца (Бела Паланка)
Сутеска Светог Оца је ртаста ивична епигенија реке Нишаве, дуга 1,5 km и дубока од 85 до 185 m. Једна је од неколико епигенетских клисура и сужења средњег Понишавља. Иако на први поглед сурова, са оголићеним стеновитим странама, она је богата флористичким богатством и реликтним флорним врстама из терцијера.

## Положај и пространство
Сутеска Светог Оца простире се преовлађујућим правцем исток-запад и спаја Ђурђевопољску котлину (из горњег дела средњег Нишавља) на истоку, са Белопаланачком котлином (средишним делом средњег Понишавља) на западу. 
Целом дужином усечена је у северни обод планине Белава и њене банковите и слојевите кретацејске кречњаке. Стрмих је страна без алувијалних равни, са очуваним терасастим, каменитим заравнима, на висинама од 24 m, 40 m и 60 m, на десној страни долине Нишаве.

## Геолошка прошлост
Настала је тако што се на свом путу од истока ка западу река Нишава прво усецала у суседне мекше стене у повлати Белаве, све док их није пробила. Након тога, у другој фази речни ток Нишаве еродирао је чвршће стене у подини, али много мањим интензитетом и у исто време наставио спирање и денудацију мање отпорних стена на боковима Белаве. На крају довела је до све већег спуштања површине у повлати, тако да је она постала нижа од подинске.
Након формирања сутеске Нишава (узводно од села Чифлика), напушта сутеску и улази у Белопаланачку котлину, текући према северозападу. 
Сутеска спада у групу ивичних епигенија, јер је настала усецањем долине у обод од чврстих стена некадашњег језерског басена, у подножју планине Белава.

## Значај
Сутеска има велики значај у очувању реликтних флорних врста из терцијера, што доказује присуство субмедитеранских врста, којима јако погодује модификована мезо клима сутеске са њеним повећаним присуством влаге у ваздуха и смањеним екстремима температуре. 
У просеку сутеска је топлија од других српских епигенија, због;
- изложености њених стеновите страна ка југу и њиховог јаког загревања у току дана,
- ублаженог дејства мразева, ветрова и суша,
- магле, која се у њој јавља чешће и траје дуже
- појава јаких јутарњих роса које умеју да буде честа појава због повећане релативне влажности ваздуха.